# أحمد عرب
خطأ لوا في mw.text.lua على السطر 25: bad argument #1 to 'match' (string expected, got nil).
أحمد عرب (1933 الجزائر) هو لاعب كرة قدم جزائري.

## الروابط الخارجية
- أحمد عرب على موقع الاتحاد الدولي (مؤرشف)  (الإنجليزية)
- أحمد عرب على موقع قاعدة بيانات كرة القدم.إي يو (الإنجليزية)
- أحمد عرب على موقع ناشيونال فوتبول تيمز (الإنجليزية)
- أحمد عرب على موقع عالم كرة القدم.نت (الإنجليزية)
- أحمد عرب على موقع أوليمبيديا (الإنجليزية)